# Звукоинженер
Звукоинженер (на английски: Sound engineer) е професионалист от специалности като „Телекомуникации“, „Звукорежисура“, „Звукотехника“, „Звуков дизайн“, работещ в сферата на физиката на звука и/или развиващ техники и технологии за неговото манипулиране.
Понятието има много спорна природа според някои източници, поради неговата широка употреба върху специалности, които не се смятат за технически, като например звукорежисурата, която има по-артистичен характер състоящ се в личния вкус, който ще вложи звукорежисьора, при обработката и дизайна на звуковото поле, чиято техническа и естетическа характеристика е съобразена със зададените норми от научните среди и индустрията.
Тези твърдения могат да бъдат оспорвани поради очевидния характер на дейността, която върши звукорежисьорът / звукооператорът. Дейността се състои в познаването и боравенето с техническни средства като еквалайзери, компресори, аудио ефекти, усилватели, синтезатори и др., изискващи определени технически познания, свързани с манипулирането и дизайна на звуковото поле и звуковия поток, както и със знания по електроакустика, звуков дизайн и др.
Целта е проектирането на правилна симетрия на честотния спектър в триизмерното пространство, измерван в херцове, както и осезаемостта на амплитудата на вълната, измервана чрез логаритимичната величина децибел. Последното не изчерпва дейността, а единствено дава основен параметър за разбирането на тази дейност, която има множество други форми като например проектиране на акустиката в дадено пространство чрез правилно разполагане на звуковите източници и звукопоемащите тела.